# Đèo Brenner
Đèo Brenner (tiếng Đức: Brennerpass; tiếng Ý: Passo del Brennero) là một đèo vượt qua dãy núi Alpen mà tạo thành biên giới giữa Áo và Ý. Nó là một trong những đường đèo chính của dãy núi Alpen và có độ cao thấp nhất trong số các đèo của khu vực.
Phần chính của đèo Brenner bao gồm một đường cao tốc bốn làn xe và đường sắt kết nối Bozen / Bolzano ở phía Nam và Innsbruck ở phía bắc.

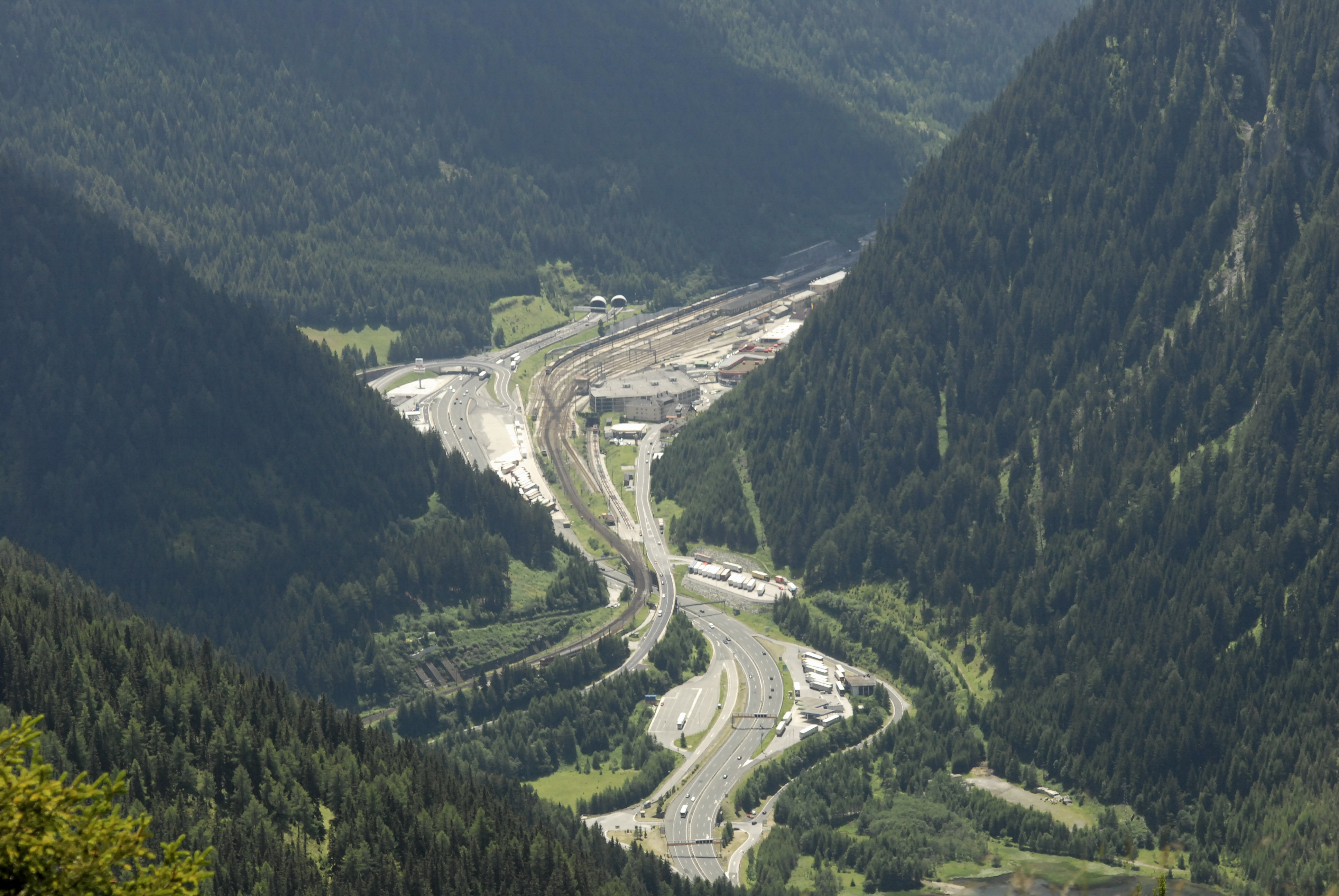
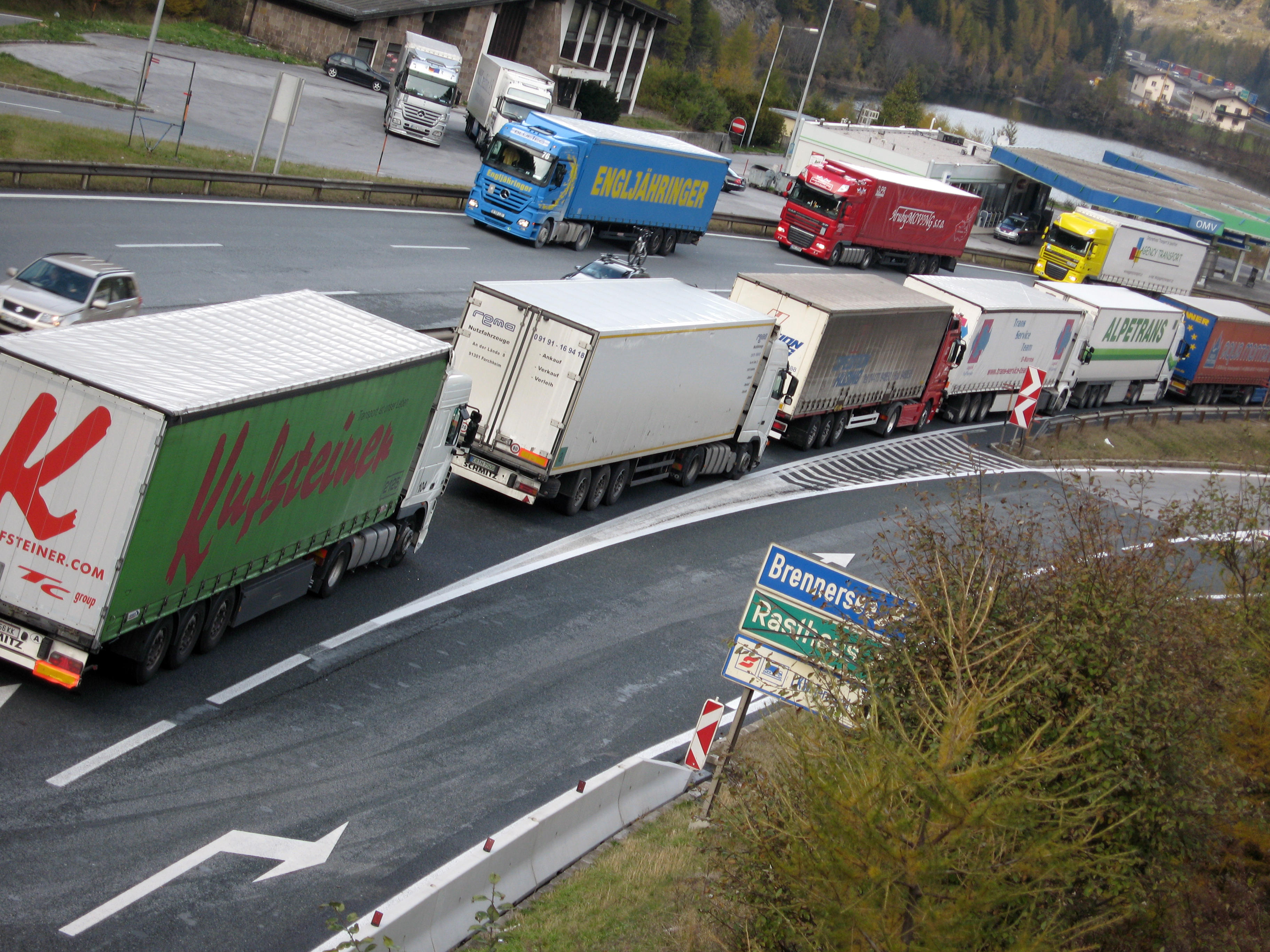
Đèo Brenner, một trong những tuyến đường kết nối quan trọng giữa Bắc và Nam Âu
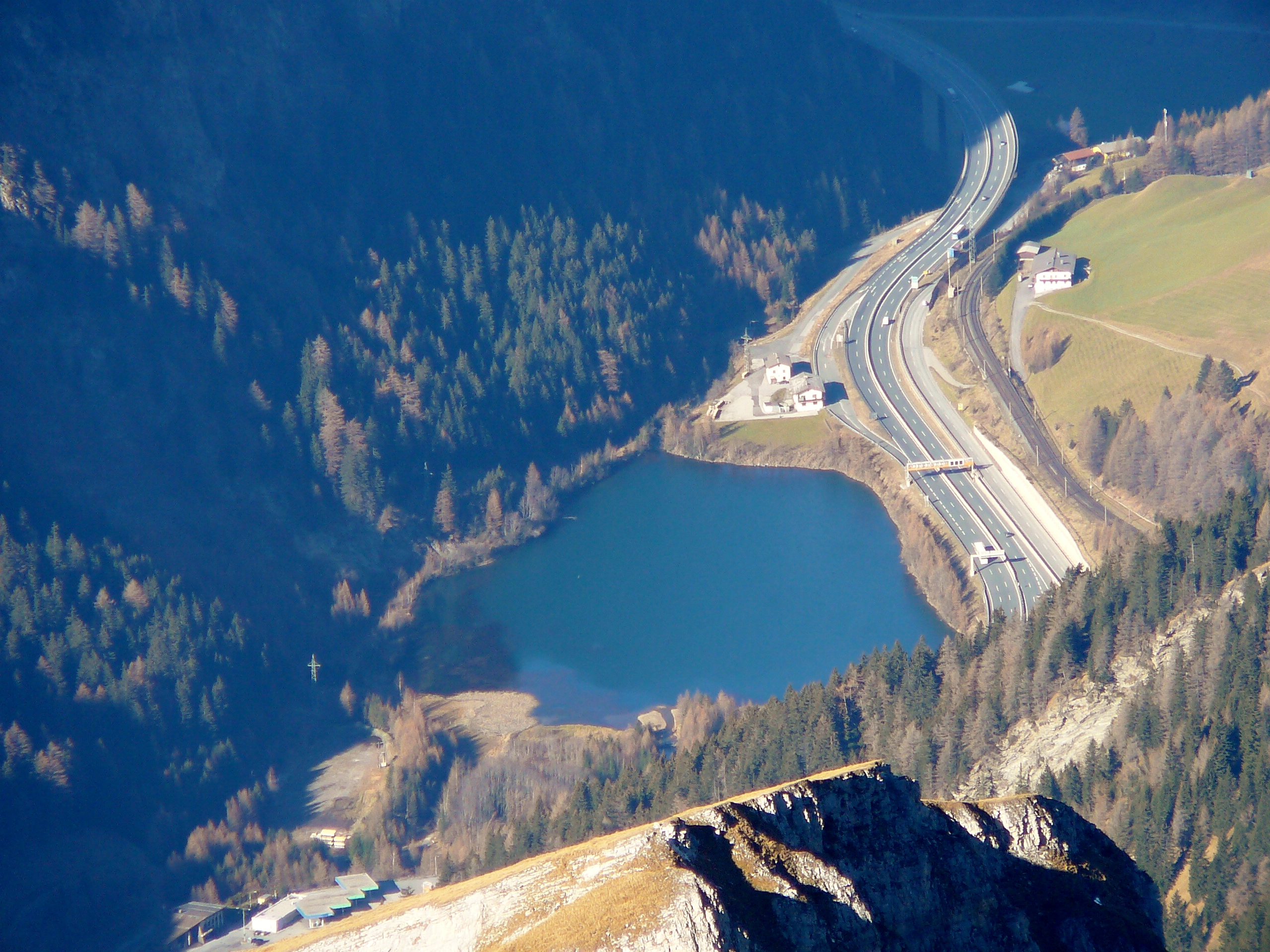